# David Robinson
David Maurice Robinson (Key West, 6 de agosto de 1965) é um ex-basquetebolista estadunidense que atuava como pivô. Um dos maiores ídolos da história do San Antonio Spurs, pelo qual marcou época entre 1989 e 2003, também integrou o Dream Team dos Estados Unidos.

## Carreira

### San Antonio Spurs
Quando foi recrutado pelo San Antonio Spurs no draft de 1987, servia na Marinha dos Estados Unidos e jogava no time da Academia Naval, garantindo-lhe o apelido "O Almirante".
Robinson foi bicampeão da NBA em 1999 e 2003 junto de Tim Duncan, uma dupla que ganhou o apelido "Torres Gêmeas", e também ganhou o prêmio de MVP em 1995 e melhor jogador de defesa em 1992. Pela Seleção Estadunidense, Robinson é um dos únicos basquetebolistas norte-americanos com três medalhas nos Jogos Olímpicos, com ouros em 1992 (o chamado Dream Team) e 1996, e bronze em 1988 (Carmelo Anthony e LeBron James tem o mesmo número de pódios), e venceu o Campeonato Mundial de 1986.
Na sua carreira, o pivô tem média de 21,1 pontos por jogo, 10,6 rebotes, e 2,5 assistências. No total ele marcou 20 790 pontos, pegou 10 497 rebotes, deu 2 444 assistências e 2 954 tocos. Em 2009, David Robinson ingressou no Hall da Fama do Basquete.

## Vida pessoal
Robinson é casado com Valerie e o casal possui três filhos: David Jr., Corey e Justin.

## Estatísticas da NBA
| † | Denota temporadas em que a equipe de Robinson sagrou-se campeã da NBA |

### Temporada regular
| Ano      | Equipe      | GP  | GS  | MPG  | FG%  | 3P%  | FT%  | RPG  | APG | SPG | BPG | PPG  |
| -------- | ----------- | --- | --- | ---- | ---- | ---- | ---- | ---- | --- | --- | --- | ---- |
| 1989–90  | San Antonio | 82  | 81  | 36.6 | .531 | .000 | .732 | 12.0 | 2.0 | 1.7 | 3.9 | 24.3 |
| 1990–91  | San Antonio | 82  | 81  | 37.7 | .552 | .143 | .762 | 13.0 | 2.5 | 1.5 | 3.9 | 25.6 |
| 1991–92  | San Antonio | 68  | 68  | 37.7 | .551 | .125 | .701 | 12.2 | 2.7 | 2.3 | 4.5 | 23.2 |
| 1992–93  | San Antonio | 82  | 82  | 39.2 | .501 | .176 | .732 | 11.7 | 3.7 | 1.5 | 3.2 | 23.4 |
| 1993–94  | San Antonio | 80  | 80  | 40.5 | .507 | .345 | .749 | 10.7 | 4.8 | 1.7 | 3.3 | 29.8 |
| 1994–95  | San Antonio | 81  | 81  | 38.0 | .530 | .300 | .774 | 10.8 | 2.9 | 1.7 | 3.2 | 27.6 |
| 1995–96  | San Antonio | 82  | 82  | 36.8 | .516 | .333 | .761 | 12.2 | 3.0 | 1.4 | 3.3 | 25.0 |
| 1996–97  | San Antonio | 6   | 6   | 24.5 | .500 | .000 | .654 | 8.5  | 1.3 | 1.0 | 1.0 | 17.7 |
| 1997–98  | San Antonio | 73  | 73  | 33.7 | .511 | .250 | .735 | 10.6 | 2.7 | .9  | 2.6 | 21.6 |
| 1998–99† | San Antonio | 49  | 49  | 31.7 | .509 | .000 | .658 | 10.0 | 2.1 | 1.4 | 2.4 | 15.8 |
| 1999–00  | San Antonio | 80  | 80  | 32.0 | .512 | .000 | .726 | 9.6  | 1.8 | 1.2 | 2.3 | 17.8 |
| 2000–01  | San Antonio | 80  | 80  | 29.6 | .486 | .000 | .747 | 8.6  | 1.5 | 1.0 | 2.5 | 14.4 |
| 2001–02  | San Antonio | 78  | 78  | 29.5 | .507 | .000 | .681 | 8.3  | 1.2 | 1.1 | 1.8 | 12.2 |
| 2002–03† | San Antonio | 64  | 64  | 26.2 | .469 | .000 | .710 | 7.9  | 1.0 | .8  | 1.7 | 8.5  |
| Carreira |             | 987 | 985 | 34.7 | .518 | .250 | .736 | 10.6 | 2.5 | 1.4 | 3.0 | 21.1 |
| All-Star |             | 10  | 3   | 18.4 | .588 | .000 | .695 | 6.2  | .8  | 1.3 | 1.3 | 14.1 |

### Playoffs
| Ano      | Equipe      | GP  | GS  | MPG  | FG%  | 3P%  | FT%  | RPG  | APG | SPG | BPG | PPG  |
| -------- | ----------- | --- | --- | ---- | ---- | ---- | ---- | ---- | --- | --- | --- | ---- |
| 1990     | San Antonio | 10  | 10  | 37.5 | .533 | .000 | .677 | 12.0 | 2.3 | 1.1 | 4.0 | 24.3 |
| 1991     | San Antonio | 4   | 4   | 41.5 | .686 | .000 | .868 | 13.5 | 2.0 | 1.5 | 3.8 | 25.8 |
| 1993     | San Antonio | 10  | 10  | 42.1 | .465 | .000 | .664 | 12.6 | 4.0 | 1.0 | 3.6 | 23.1 |
| 1994     | San Antonio | 4   | 4   | 36.5 | .411 | .000 | .741 | 10.0 | 3.5 | .8  | 2.5 | 20.0 |
| 1995     | San Antonio | 15  | 15  | 41.5 | .446 | .200 | .812 | 12.1 | 3.1 | 1.5 | 2.6 | 25.3 |
| 1996     | San Antonio | 10  | 10  | 35.3 | .516 | .000 | .667 | 10.1 | 2.4 | 1.5 | 2.5 | 23.6 |
| 1998     | San Antonio | 9   | 9   | 39.2 | .425 | .000 | .635 | 14.1 | 2.6 | 1.2 | 3.3 | 19.4 |
| 1999†    | San Antonio | 17  | 17  | 35.3 | .483 | .000 | .722 | 9.9  | 2.5 | 1.6 | 2.4 | 15.6 |
| 2000     | San Antonio | 4   | 4   | 38.8 | .373 | .000 | .762 | 13.8 | 2.5 | 1.8 | 3.0 | 23.5 |
| 2001     | San Antonio | 13  | 13  | 31.5 | .472 | .000 | .695 | 11.8 | 1.7 | 1.3 | 2.4 | 16.6 |
| 2002     | San Antonio | 4   | 4   | 20.3 | .474 | .000 | .000 | 5.8  | 1.3 | .8  | .5  | 4.5  |
| 2003†    | San Antonio | 23  | 23  | 23.4 | .542 | .000 | .667 | 6.6  | .9  | .8  | 1.3 | 7.8  |
| Carreira |             | 123 | 123 | 34.3 | .479 | .100 | .708 | 10.6 | 2.3 | 1.2 | 2.5 | 18.1 |

## Prêmios e distinções
- Campeonato da NBA: 1998–99 e 2002–03

- MVP da NBA: 1995

- Melhor defensor da NBA: 1992

- Melhor calouro da NBA: 1990

- Primeira escolha do draft da NBA: 1987

- Equipe ideal da NBA: 1991, 1992, 1995 e 1996

- Segunda Equipe da NBA: 1994 e 1998

- Terceira Equipe da NBA: 1990, 1993, 2000 e 2001

- Equipe ideal de defesa: 1991, 1992, 1995 e 1996

- Segunda Equipe de defesa: 1990, 1993, 1994 e 1998

- Participação no NBA All-Star Game: 1990 a 1996, 1998, 2000 e 2001

- Prêmio de esportista do ano da NBA: 2001

- Prêmio de cidadania do ano da NBA: 2003

- Basquetebol nos Jogos Olímpicos: 1992 e 1996

- Campeonato Mundial de Basquetebol: 1986

- Camisa aposentada pelo San Antonio Spurs: número 50